# 趴街

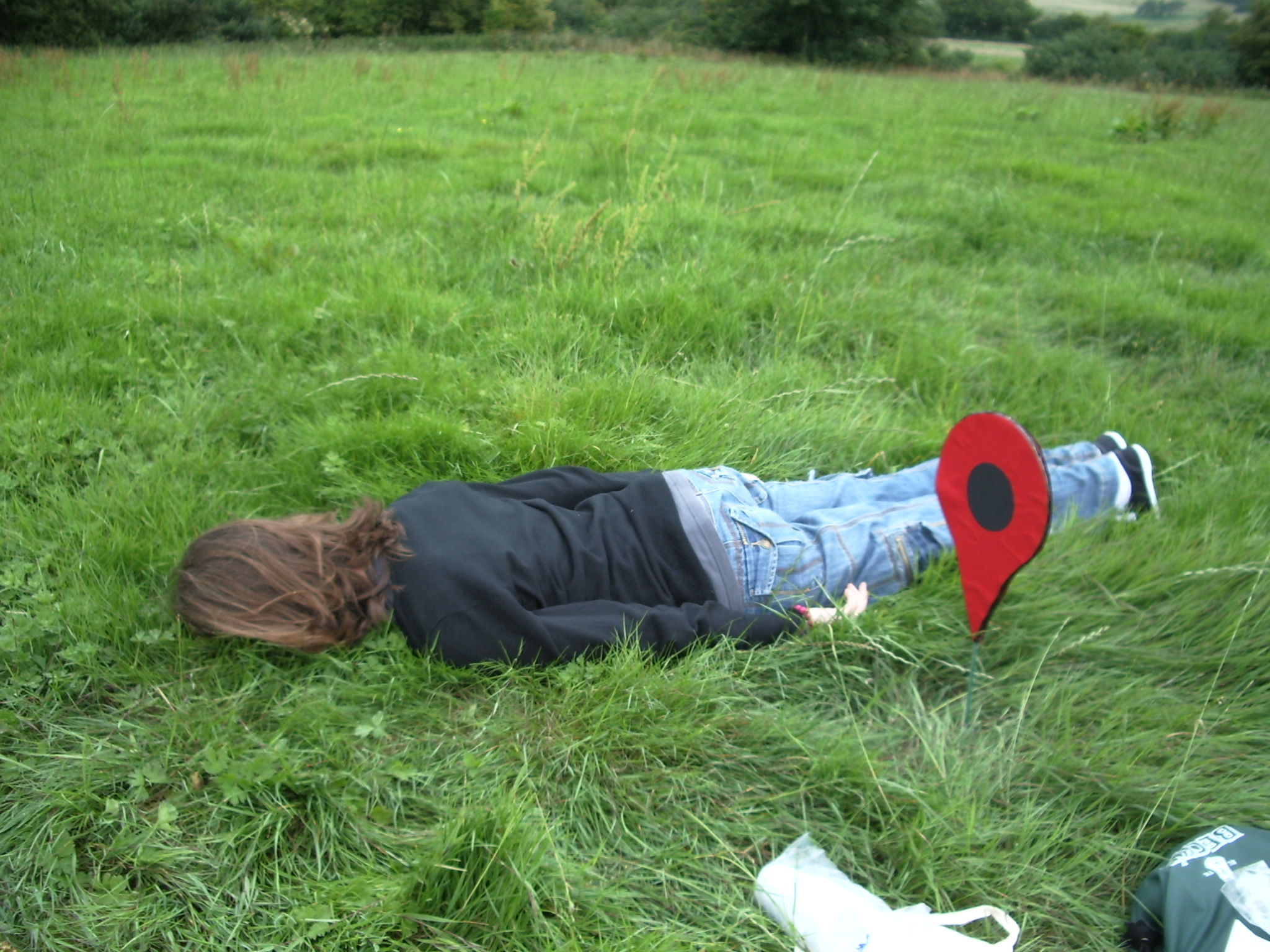
仆街的人

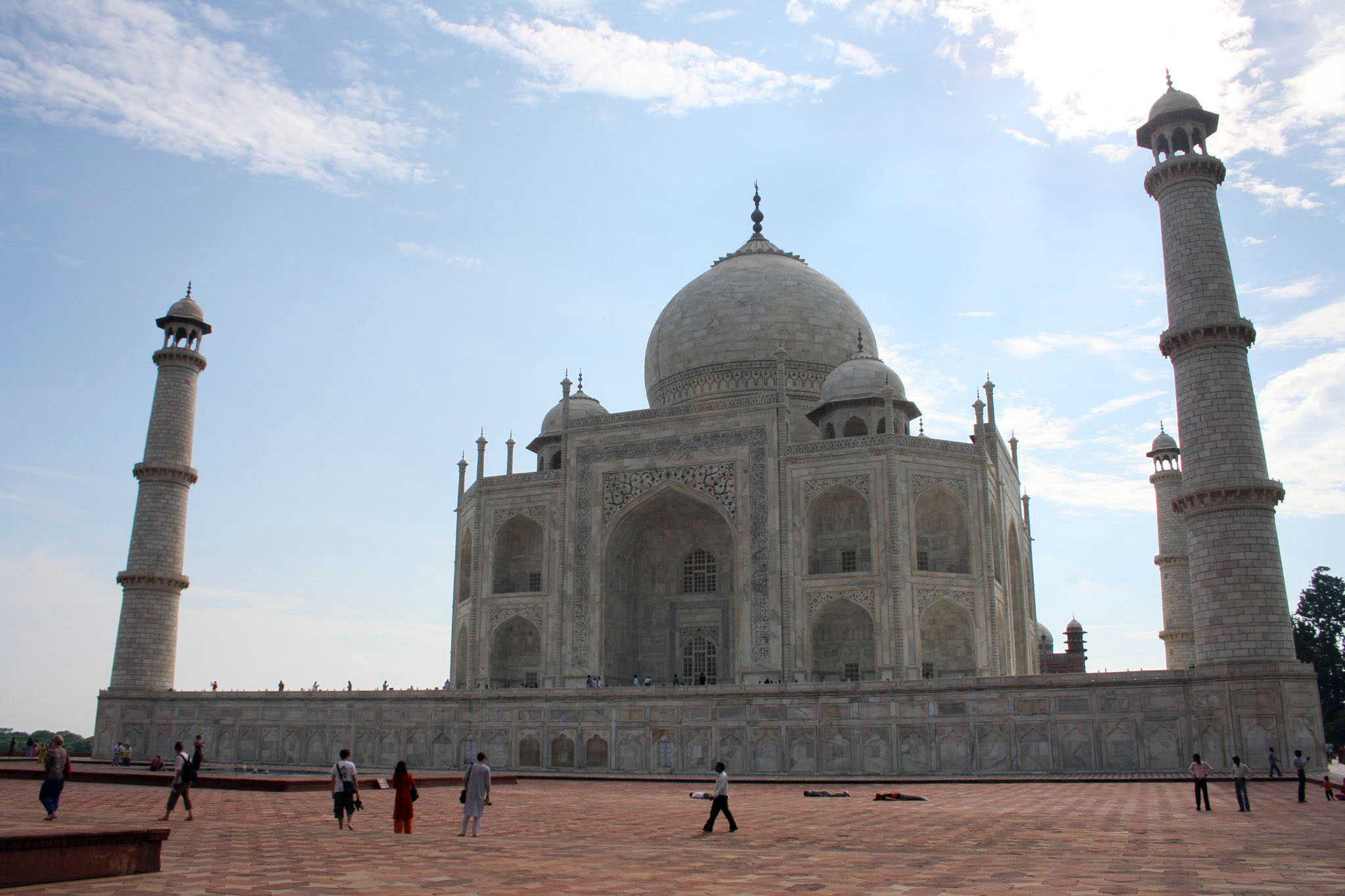
三人在印度泰姬陵外進行趴街活動

Planking，中文有趴街、仆街、鋪板等譯名，為網路上流行文化，在諸種場所（尤以不尋常的地方），伸直身體俯趴於目標物上後，拍照分享於網路。
「planking」活動於1997年由Gary Clarkson和Christian Langdon所創，起初於英國北部流行。在2011年受台灣網友關注後，獲大中華地區民眾的留意。2011年，planking熱潮流竄於社群網站，台灣玩家挪用粵語詞彙「仆街」譯之；香港媒體則是翻作「趴街」(香港明報)、「鋪板」(香港蘋果日報)。
2011年5月15日，澳洲一名男子因玩planking從7樓墮地身亡，是趴街活動的第一個死亡者。
2011年台灣陸委會宣傳台灣觀光廣告影片《這三年來，台灣不一樣了》，以少女在阿里山、太魯閣、總統府、六合夜市、九份老街扮成屍體直挺挺躺在路邊，賴幸媛稱讚仆街可成為台灣深度觀光的最佳代言，結果被香港媒體（如《明報》）認為無創意又低級的宣傳，因為仆街在廣東話是詛咒人橫屍街頭的意思。
此外，「趴街」所帶來的意味，令其在一些惡搞文化中佔有一定位置，例如《蒙面超人X》泰文版主題曲，由於部分歌詞發音的問題，於是其中一句被人以廣東話空耳成：「馬個屁股變菊花 趴街」。